# Newburyport

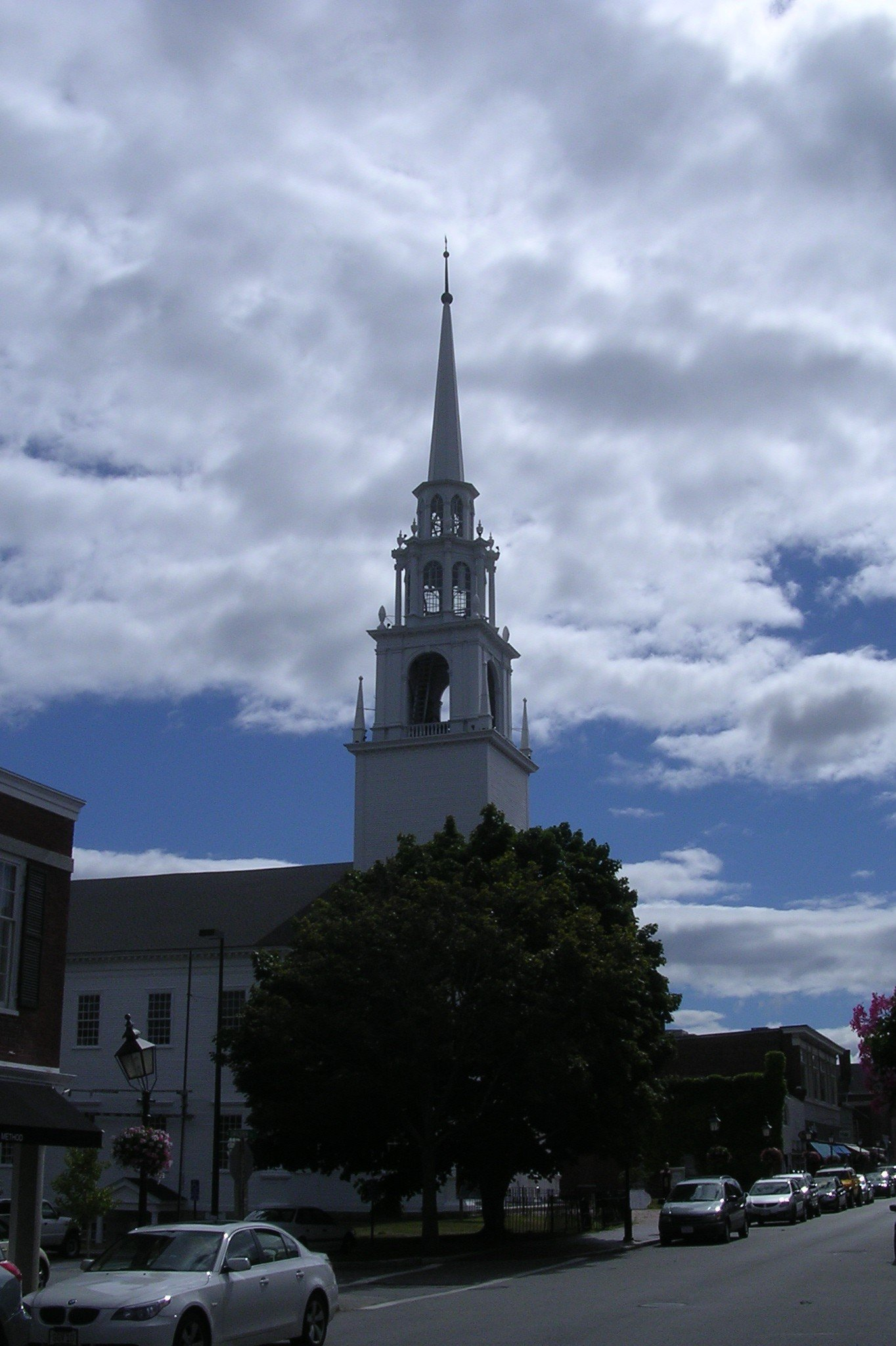

Newburyport, stad i Essex County i delstaten  Massachusetts, USA med cirka 17 189 invånare (2000). Den har enligt United States Census Bureau en area på 27,4 km².